# Stazione di Roscommon
La stazione di Roscommon  è una stazione ferroviaria della Westport–Portarlington che fornisce servizio all'omonima cittadina della contea di Roscommon, Irlanda.

## Storia
La stazione fu aperta il 13 febbraio 1860.

## Strutture ed impianti
Lo scalo è dotato di due binari.

## Movimento
La stazione è servita dagli Intercity Dublino Heuston-Westport.

## Servizi
- Servizi igienici
- Capolinea autolinee
- Biglietteria a sportello
- Biglietteria self-service
- Distribuzione automatica cibi e bevande